# Schloss Nowotaniec
Die Burg Nowotaniec (polnisch Zamek w Czudcu) ist eine Burgruine in Nowotaniec in der Nähe von Bukowsko in der polnischen Woiwodschaft Karpatenvorland. Die Burg gehörte dem polnischen Adelsgeschlecht Bal der Wappengemeinschaft Gozdawa.

## Lage
Die Burg liegt im Buków-Gebirge in der Gemeinde Nowotaniec.

## Geschichte
Die Burg wurde im 15. Jahrhundert am Handelsweg nach Ungarn erbaut. Erster gesicherter Eigentümer war Mikołaj II. Bal, der die gotische Burg Anfang des 16. Jahrhunderts ausbaute. 1624 wurde die Burg erfolglos von den Tataren belagert. Im 17. Jahrhundert wurde auf der Burg aus Ungarn importierter Wein in großen Mengen gelagert. Mit Aleksander Stano starben die Gal der Wappengemeinschaft Gozdawa 1705 aus, und die Burg ging an Józef Bukowski und später Ignacy Jakub Bronicki, der während der Konföderation von Bar verstarb. Danach verfiel die Burg, so dass in der Zwischenkriegszeit nur noch die Keller und wenige Mauerreste erhalten waren. 1976 wurden archäologische Untersuchungen auf dem Burgberg durchgeführt.